# Joan Guinjoan i Gispert

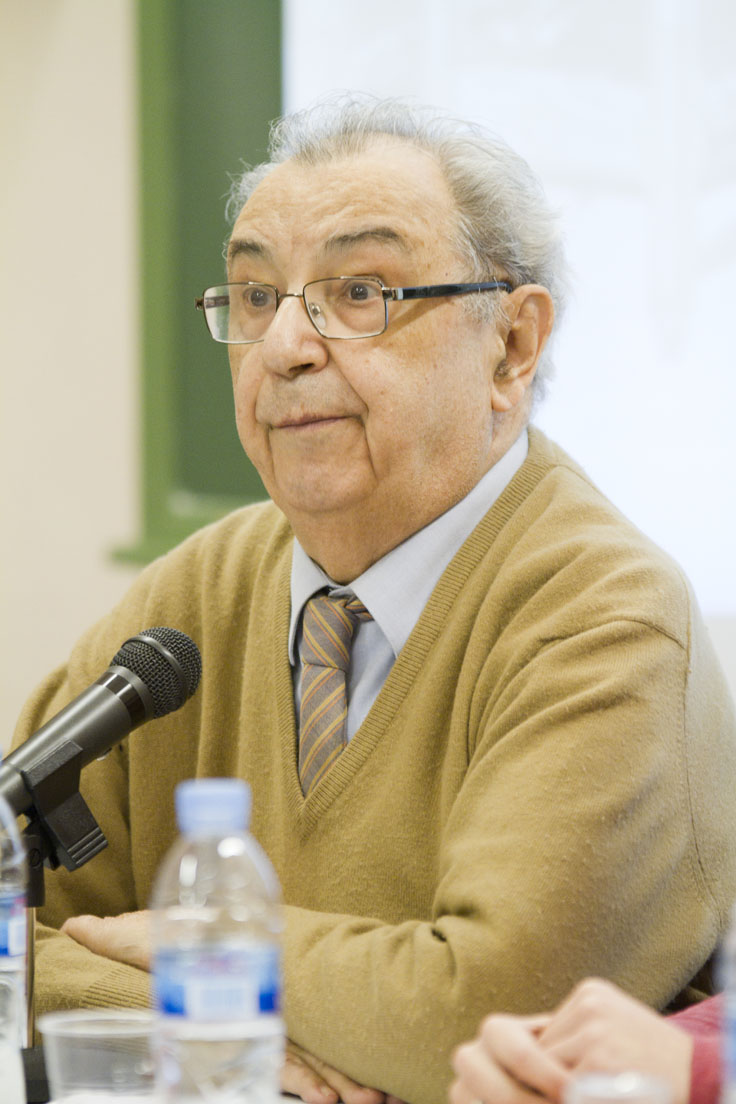
Joan Guinjoan i Gispert im Jahr 2013

Joan Guinjoan i Gispert (* 28. November 1931 in Riudoms; † 1. Januar 2019 in Barcelona) war ein katalanischer Komponist zeitgenössischer Musik und Pianist. Als Pianist gehörte Guinjoan der Katalanischen Pianistenschule an.

## Leben und Werk

### Ausbildung
Guinjoan studierte ab 1947 am Conservatori de Música del Liceu von Barcelona und schloss 1953 sein Klavierstudium ab. Ab 1955 absolvierte er Aufbaustudien im Fach Klavier an der École Normale de Musique in Paris. Hier studierte er auch Komposition, Orchestrierung und Elektroakustik. 1960 ließ Guinjoan sich in Barcelona nieder und absolvierte Vertiefungsstudien in Komposition bei Cristòfor Taltabull. Er entschied sich für die Laufbahn eines Komponisten und ging abermals zu einem Kompositionsstudium zu Pierre Wissmer nach Paris. 1963 erwarb er sich hier das Diplom als Komponist und 1964 das Diplom für Orchestration beides an der Schola Cantorum de Paris. Danach kehrte er nach Barcelona zurück. Ab 1967 schrieb er auch Musikkritiken in der Diari de Barcelona.

### Musikalische Aktivitäten
1953 gab Guinjoan erste öffentliche Klavierkonzerte in Reus und Tarragona. Nach dem Gewinn des Wettbewerbes Concurs de Piano de Juventudes Musicales gab er Spanienweit solche Rezitale. Ab den 1960er Jahren widmete er sich der Komposition insbesondere nachdem er ab 1964 Kontakt mit der französischen Komponisten-Avantgarde hatte. 1960 führte er mit seiner Suite opus 1 erstmals öffentlich ein Werk (in Las Palmas) auf.
1965 gründete er mit dem Klarinettisten Juli Panyella die Instrumentalgruppe Diabolus in Musica. Das erste Konzert fand 1966 im Círculo Medina in Barcelona statt. 1968 spielten sie die erste spanische Tonträgeraufnahme von Strawinskys Histoire du soldat mit Víctor Martín als Violinsolisten ein.
1969 debütierte er im Gran Teatre del Liceu in Barcelona mit seinem Ballett Els cinc continents (Die fünf Kontinente).
1971 führte er im Palau de la Música Catalana sein Werk Magma erstmals auf.
1986 wurde die Aufnahme seines Werkes Trama (1983) für den Koussevitzky-Preis des International Record Critics Award (IRCA) nominiert.
Am 3. November 2004 führte er erstmals seine Oper Gaudi nach einem Libretto von Josep Maria Carandell im Gran Teatre del Liceu de Barcelona auf.
Am 3. November 2011 gab das Auditori Nacional de Madrid anlässlich des achtzigsten Geburtstages ein Konzert zu Ehren von Joan Guinjoan.

### Lehre
1952 wurde Guinjoan zum Professor am Barceloneser Conservatori del Liceu ernannt. Zu seinen zahlreichen Schülern zählt Anna Bofill Levi.

### Auszeichnungen
Seit 1991 war Guinjoan Mitglied der Reial Acadèmia Catalana de Belles Arts de Sant Jordi. In Frankreich wurde er zum Chevalier des Arts et Lettres und zum Officier des Arts et Lettres de França ernannt. 1999 wurde er in Barcelona mit dem Creu-de-Sant-Jordi der katalanischen Regierung ausgezeichnet. Im selben Jahr wurde er von der Universitat Rovira i Virgili in Tarragona zum Ehrendoktor ernannt. In seiner Heimatstadt Riudoms wurde er zum herausragenden Sohn erklärt; die Sekundarschule dort ist nach ihm benannt. Der Kulturverein Centre d’Estudis Riudomencs Arnau de Palomar (CERAP) gab 2013 unter dem Titel Joan Guinjoan, íntim. Les arrels del compositor riudomenc eine Biografie von Joan Guinjoan heraus. Er erhielt zahlreiche Preise, darunter 1990 den Premio Nacional de Música des spanischen Kulturministeriums sowie 1995 den Premi Nacional de Música der katalanischen Regierung in Barcelona.

## Persönliches
1954 lernte er seine Frau Monique Gispert kennen, die er 1956 heiratete. Das Paar hatte den Sohn François.